# Hedysarum leucanthum
Hedysarum leucanthum là một loài thực vật có hoa trong họ Đậu. Loài này được (Greene) Greene miêu tả khoa học đầu tiên năm 1897.